# Nicolas Rimoldi
Nicolas Rimoldi, né en 1995 (originaire de Neuenkirch), est une personnalité politique suisse, fondateur du mouvement Mass-Voll en 2021.

## Biographie
Nicolas Alexander Rimoldi naît en 1995. Il est originaire de Neuenkirch, dans le canton de Lucerne. Orphelin de père dès l'âge de 11 ans, il est élevé avec sa sœur par leur mère et leur grand-mère. Son grand-père maternel fuit la Hongrie à la suite de la révolution de 1956.
Il grandit dans la campagne lucernoise. Après des études d'ethnologie et d'histoire à l'Université de Lucerne, qu'il n'achève pas, il travaille pour la revue Schweizer Monat dans le domaine du marketing, de la publicité et de la rédaction en ligne,.

## Parcours politique
Il adhère en 2013 à la section lucernoise du Parti libéral-radical (PLR) et devient vice-président de sa section Jeunes.
Il quitte le PLR en septembre 2021, en raison du soutien que ce dernier apporte à l'extension du certificat COVID,, et crée la même année le mouvement Mass-Voll,. Il participe à ce titre à plusieurs manifestations non autorisées, ce qui lui vaut une condamnation en 2022, confirmée en deuxième instance en 2023,.
Il se présente dans le canton de Zurich comme candidat au Conseil national en octobre 2023.
Il est membre du comité d'une Action pour une Suisse indépendante et neutre.